# 蒙驁
| 姓名           | 蒙驁                                   |
| 時代           | 戦国時代                               |
| 生没年         | 生年不詳 - 前240年                     |
| 字・別号       | 〔不詳〕                               |
| 本貫・出身地等 | 斉                                     |
| 職官           | 将軍〔秦〕→上卿〔秦〕                  |
| 爵位・号等     | -                                      |
| 陣営・所属等   | 昭襄王→孝文王→荘襄王 →秦王政（始皇帝） |
| 家族・一族     | 子：蒙武 孫：蒙恬 蒙毅                 |

蒙 驁（もう-ごう、 紀元前240年）は、中国戦国時代末期の秦の将軍。蒙武の父。蒙恬・蒙毅の祖父。斉の出身。

## 生涯
斉から、秦へと移る。
荘襄王元年（紀元前249年）、韓を伐って成皋と滎陽を取る。
荘襄王2年（紀元前248年）、魏の高都と汲を攻めた。また、趙の楡次・新城・狼孟とを攻めて37城を得る。
荘襄王3年（紀元前247年）、魏の信陵君が五国連合軍を率いて秦を攻めてきたのを迎え撃ったが敗れ、秦軍は河内から河外（河南の地）に退却し、その軍を解いて去ってしまった。
秦王政元年（紀元前246年）、晋陽で反乱が起こり、これを平定した。
秦王政3年（紀元前244年）、韓を攻めて13城を取る。
秦王政5年（紀元前242年）、魏を攻めて、酸棗など20城を奪い平定し、はじめて東郡を置いた。
秦王政6年（紀元前241年）、楚・趙・魏・韓・燕の五国合従軍が秦に攻め入ったが、秦軍は函谷関で迎え撃ち、これを撃退した（函谷関の戦い）。この時、指揮を執ったのは、過去の戦歴等を考慮すると、蒙驁であったとする説がある。
秦王政7年（紀元前240年）、死没。